# Boston Redskins 1935
La stagione 1935 dei Boston Redskins è stata la quarta della franchigia nella National Football League. Sotto la direzione del capo-allenatore Eddie Casey la squadra ebbe un record di 2-8-1, terminando quarta nella NFL Eastern. Una gara in trasferta contro i Philadelphia Eagles prevista per il 17 novembre fu cancellata a causa di pioggia e neve.

## Calendario
| Stagione regolare |                   |                        |            |
| Turno             | Data              | Avversario             | Risultato  |
| 1                 | 29 settembre 1935 | Brooklyn Dodgers       | V 7–3      |
| 2                 | 6 ottobre 1935    | New York Giants        | S 20–12    |
| 3                 | 13 ottobre 1935   | Detroit Lions          | S 17–7     |
| 4                 | 20 ottobre 1935   | at New York Giants     | S 17–6     |
| 5                 | 27 ottobre 1935   | at Pittsburgh Pirates  | S 6–0      |
| 6                 | 30 ottobre 1935   | at Detroit Lions       | S 14–0     |
| 7                 | 3 novembre 1935   | Philadelphia Eagles    | S 7–6      |
| 8                 | 10 novembre 1935  | Chicago Bears          | S 30–14    |
| 9                 | 17 novembre 1935  | at Philadelphia Eagles | cancellata |
| 10                | 24 novembre 1935  | Chicago Cardinals      | S 6–0      |
| 11                | 1º dicembre 1935  | Pittsburgh Pirates     | V 13–3     |
| 12                | 8 dicembre 1935   | at Brooklyn Dodgers    | P 0–0      |

## Classifiche
| NFL Eastern         |   |   |   |      |       |     |     |     |
|                     | V | S | P | %    | DIV   | PF  | PS  | STR |
| New York Giants     | 9 | 3 | 0 | .750 | 8–0   | 180 | 96  | V5  |
| Brooklyn Dodgers    | 5 | 6 | 1 | .455 | 3–4–1 | 90  | 141 | P1  |
| Pittsburgh Pirates  | 4 | 8 | 0 | .333 | 3–5   | 100 | 209 | S3  |
| Boston Redskins     | 2 | 8 | 1 | .200 | 2–4–1 | 65  | 123 | P1  |
| Philadelphia Eagles | 2 | 9 | 0 | .182 | 2–5   | 60  | 179 | S5  |

Note: I pareggi non venivano conteggiati ai fini della classifica fino al 1972.